# Полемократия (жена Садала I)
Полемократия (I век до н. э.) — фракийская царица, супруга Садала I. 
О жене Садала I Полемократии известно только из текста обнаруженной во фракийской столице Бизия надписи IGRR I, 775. Сыном супругов был Котис, который и совершил около 57 года до н. э. в честь царствующей фамилии посвящение «племенным» богам.